# Vakkenpakket
Een vakkenpakket is de verzameling van vakken die een Nederlandse leerling in het voortgezet onderwijs in een bepaalde richting in een bepaald leerjaar heeft.

## Vakkenpakket in Nederland
Voor de komst van de tweede fase in 1999 bestond het vakkenpakket van het vwo uit minstens 7 vakken, en bij de havo en vmbo uit 6 vakken, waarbij Nederlands en één vreemde taal, bijna altijd Engels, verplicht was. Op veel scholen was het mogelijk om eindexamen te doen in meer dan dit minimale aantal vakken, op enkele scholen was het verplicht om een vak meer te kiezen dan het minimale aantal.

## Havo en vwo
Op havo en vwo bestaat het vakkenpakket uit 3 delen. Het algemene deel, de vakken die gevolgd moeten worden ongeacht de gekozen richting, en het vrije deel, dat zelf ingevuld mag worden. Daarnaast moeten de leerlingen een van de vier profielen kiezen en de daarbij verplichte vakken volgen, het profieldeel.
Bij elk vak wordt aangegeven hoeveel uur er minstens aan besteed moet worden, de studielasturen. Leerlingen moeten gemiddeld 40 studielasturen per week hebben. Een schooljaar telt 40 weken, een havo-leerling zal dus in 2 jaar 3200 studielasturen moeten halen, een vwo-leerling respectievelijk 4800 in 3 jaar.

### Vwo
Voor gymnasium-leerlingen zijn Griekse en/of Latijnse taal- en letterkunde en Klassieke culturele vorming verplicht.
| Gemeenschappelijk deel | Gemeenschappelijk deel | Vrij deel |
| --- | --- | --- |
| atheneum | gymnasium | - Algemene natuurwetenschappen3 - 120 |
| - Nederlandse taal en literatuur - 480 - Engelse taal en literatuur - 400 - Moderne vreemde taal2 - 480 - Maatschappijleer - 120 - Culturele en kunstzinnige vorming of Klassieke culturele vorming - 160 - Lichamelijke opvoeding - 160 | - Nederlandse taal en literatuur - 480 - Engelse taal en literatuur - 400 - Latijnse of Griekse taal en literatuur - 600 - Maatschappijleer - 120 - Klassieke culturele vorming - 160 - Lichamelijke opvoeding - 160 | - Algemene natuurwetenschappen3 - 120 |
| Totaal gemeenschappelijk deel: 1800 studielasturen1 | Totaal gemeenschappelijk deel: 1920 studielasturen1 | - Algemene natuurwetenschappen3 - 120 |
| Profielen | Profielen | - Aardrijkskunde - Bewegen, sport en maatschappij - Biologie - Duitse taal en literatuur - Economie - Franse taal en literatuur - Filosofie - Geschiedenis - Griekse taal en literatuur - Informatica - Kunst (algemeen, beeldende vorming, dans, muziek, drama) - Latijnse taal en literatuur - Maatschappijwetenschappen - Management en organisatie / bedrijfseconomie4 - Natuur, leven en technologie - Natuurkunde - Scheikunde - Wiskunde D - Onderzoeken en ontwerpen (technasium) |
| Cultuur en Maatschappij | Natuur en Gezondheid | - Aardrijkskunde - Bewegen, sport en maatschappij - Biologie - Duitse taal en literatuur - Economie - Franse taal en literatuur - Filosofie - Geschiedenis - Griekse taal en literatuur - Informatica - Kunst (algemeen, beeldende vorming, dans, muziek, drama) - Latijnse taal en literatuur - Maatschappijwetenschappen - Management en organisatie / bedrijfseconomie4 - Natuur, leven en technologie - Natuurkunde - Scheikunde - Wiskunde D - Onderzoeken en ontwerpen (technasium) |
| - Wiskunde C (eventueel A of B) - 480 - Geschiedenis - 480 - Kunstvakken - 480, filosofie - 480, Moderne vreemde taal2 - 480 of Grieks of Latijn - 600 - Aardrijkskunde - 440, maatschappijwetenschappen - 440 of economie - 480         | - Wiskunde A (eventueel B) - 520 - Biologie - 480 - Scheikunde - 440 - Natuur, leven en technologie - 440, aardrijkskunde - 440 of natuurkunde - 480 O&O - 440                                                       | - Aardrijkskunde - Bewegen, sport en maatschappij - Biologie - Duitse taal en literatuur - Economie - Franse taal en literatuur - Filosofie - Geschiedenis - Griekse taal en literatuur - Informatica - Kunst (algemeen, beeldende vorming, dans, muziek, drama) - Latijnse taal en literatuur - Maatschappijwetenschappen - Management en organisatie / bedrijfseconomie4 - Natuur, leven en technologie - Natuurkunde - Scheikunde - Wiskunde D - Onderzoeken en ontwerpen (technasium) |
| Economie en Maatschappij | Natuur en Techniek | - Aardrijkskunde - Bewegen, sport en maatschappij - Biologie - Duitse taal en literatuur - Economie - Franse taal en literatuur - Filosofie - Geschiedenis - Griekse taal en literatuur - Informatica - Kunst (algemeen, beeldende vorming, dans, muziek, drama) - Latijnse taal en literatuur - Maatschappijwetenschappen - Management en organisatie / bedrijfseconomie4 - Natuur, leven en technologie - Natuurkunde - Scheikunde - Wiskunde D - Onderzoeken en ontwerpen (technasium) |
| - Wiskunde A (eventueel B) - 520 - Economie - 480 - Geschiedenis - 440 - Management en organisatie / bedrijfseconomie4 - 440, aardrijkskunde - 440, maatschappijwetenschappen - 440 of een moderne vreemde taal2 - 480                   | - Wiskunde B - 600 - Natuurkunde - 480 - Scheikunde - 440 - Natuur, leven en technologie - 440, informatica - 440, biologie - 480 of wiskunde D - 440 O & O - 440                                                    | - Aardrijkskunde - Bewegen, sport en maatschappij - Biologie - Duitse taal en literatuur - Economie - Franse taal en literatuur - Filosofie - Geschiedenis - Griekse taal en literatuur - Informatica - Kunst (algemeen, beeldende vorming, dans, muziek, drama) - Latijnse taal en literatuur - Maatschappijwetenschappen - Management en organisatie / bedrijfseconomie4 - Natuur, leven en technologie - Natuurkunde - Scheikunde - Wiskunde D - Onderzoeken en ontwerpen (technasium) |
| Totaal profieldeel: 1880 tot 2040 studielasturen | | |
| Totaal: minimaal 4800 studielasturen | | |

1. De gegeven studielasturen zijn het totaal aantal lesuren van een periode van drie lesjaren.
2. Frans, Duits, Spaans, Russisch, Italiaans, Arabisch, Turks, Chinees, Papiaments (Caribisch Nederland) of Fries (Europees Nederland).
3. Algemene natuurwetenschappen is een extra keuzevak en is dus niet in plaats van een ander vak uit het vrije deel.
4. Met ingang van schooljaar 2018/2019 zal het vak management en organisatie vervangen worden door het vak 'bedrijfseconomie, ondernemerschap en financiële zelfredzaamheid'.

### Havo
| Gemeenschappelijk deel | Gemeenschappelijk deel | Vrij deel |
| --- | --- | --- |
| - Nederlandse taal en letterkunde - 400 - Engelse taal en letterkunde - 360 - Maatschappijleer - 120 - Culturele en kunstzinnige vorming - 120 - Lichamelijke opvoeding - 120 - Rekenen                                   | - Nederlandse taal en letterkunde - 400 - Engelse taal en letterkunde - 360 - Maatschappijleer - 120 - Culturele en kunstzinnige vorming - 120 - Lichamelijke opvoeding - 120 - Rekenen | - Algemene natuurwetenschappen3 - 120 |
| Totaal gemeenschappelijk deel: 1120 studielasturen1 | | - Algemene natuurwetenschappen3 - 120 |
| Profielen | Profielen | - Aardrijkskunde - Bewegen, sport en maatschappij - Biologie - Duitse taal en literatuur - Economie - Franse taal en literatuur - Filosofie - Geschiedenis - Informatica - Kunst (algemeen, beeldende vorming, dans, muziek, drama) - Maatschappijwetenschappen - Management en organisatie / bedrijfseconomie4 - Natuur, leven en technologie - Natuurkunde - Scheikunde - Wiskunde D |
| Cultuur en Maatschappij | Natuur en Gezondheid | - Aardrijkskunde - Bewegen, sport en maatschappij - Biologie - Duitse taal en literatuur - Economie - Franse taal en literatuur - Filosofie - Geschiedenis - Informatica - Kunst (algemeen, beeldende vorming, dans, muziek, drama) - Maatschappijwetenschappen - Management en organisatie / bedrijfseconomie4 - Natuur, leven en technologie - Natuurkunde - Scheikunde - Wiskunde D |
| - Geschiedenis - 320 - Moderne vreemde taal2 - 400 - Kunstvakken - 320, filosofie - 320 of een moderne vreemde taal2 - 400 - Aardrijkskunde - 320, maatschappijwetenschappen - 320 of economie - 400                      | - Wiskunde A (eventueel B) - 320 - Biologie - 400 - Scheikunde - 320 - Natuur, leven en technologie - 320, aardrijkskunde - 320 of natuurkunde - 400                                    | - Aardrijkskunde - Bewegen, sport en maatschappij - Biologie - Duitse taal en literatuur - Economie - Franse taal en literatuur - Filosofie - Geschiedenis - Informatica - Kunst (algemeen, beeldende vorming, dans, muziek, drama) - Maatschappijwetenschappen - Management en organisatie / bedrijfseconomie4 - Natuur, leven en technologie - Natuurkunde - Scheikunde - Wiskunde D |
| Economie en Maatschappij | Natuur en Techniek | - Aardrijkskunde - Bewegen, sport en maatschappij - Biologie - Duitse taal en literatuur - Economie - Franse taal en literatuur - Filosofie - Geschiedenis - Informatica - Kunst (algemeen, beeldende vorming, dans, muziek, drama) - Maatschappijwetenschappen - Management en organisatie / bedrijfseconomie4 - Natuur, leven en technologie - Natuurkunde - Scheikunde - Wiskunde D |
| - Wiskunde A (of eventueel B) - 320 - Economie - 400 - Geschiedenis - 320 - Management en organisatie / bedrijfseconomie4 - 320, aardrijkskunde - 320, maatschappijwetenschappen - 320 of een moderne vreemde taal2 - 400 | - Wiskunde B - 360 - Natuurkunde - 400 - Scheikunde - 320 - Natuur, leven en technologie - 320, informatica - 320, biologie - 400 of Wiskunde D - 320                                   | - Aardrijkskunde - Bewegen, sport en maatschappij - Biologie - Duitse taal en literatuur - Economie - Franse taal en literatuur - Filosofie - Geschiedenis - Informatica - Kunst (algemeen, beeldende vorming, dans, muziek, drama) - Maatschappijwetenschappen - Management en organisatie / bedrijfseconomie4 - Natuur, leven en technologie - Natuurkunde - Scheikunde - Wiskunde D |
| Totaal profieldeel: 1360 tot 1520 studielasturen | | |
| Totaal: minimaal 3200 studielasturen | | |

1. De gegeven studielasturen zijn het totaal aantal lesuren van een periode van twee lesjaren.
2. Frans, Duits, Spaans, Russisch, Italiaans, Arabisch, Turks, Papiaments (Caribisch Nederland) of Fries (Europees Nederland).
3. Algemene natuurwetenschappen is een extra keuzevak en is dus niet in plaats van een ander vak uit het vrije deel.
4. Met ingang van schooljaar 2018/2019 zal het vak management en organisatie vervangen worden door het vak 'bedrijfseconomie, ondernemerschap en financiële zelfredzaamheid'.

## Vmbo
Het vmbo kent een viertal sectoren. Onafhankelijk van de gekozen sector zijn de volgende gemeenschappelijke vakken verplicht (het gemeenschappelijk deel):
- Nederlands
- Engels
- Maatschappijleer
- Kunstvakken 1 (ckv)
- Lichamelijke opvoeding 1

Er kan gekozen worden uit vier verschillende sectoren, elk met verschillende verplichte vakken (het sectordeel):
Sector Techniek
- Wiskunde
- Natuur- en scheikunde 1

Sector Zorg en welzijn
- Biologie
- Een vak kiezen uit:
  - Wiskunde
  - Aardrijkskunde
  - Geschiedenis
  - Maatschappijkunde

Sector Economie
- Economie
- Een vak kiezen uit:
  - Frans
  - Duits (Europees Nederland)
  - Spaans (Caribisch Nederland)
  - Wiskunde

Sector Landbouw
- Wiskunde
- Een vak kiezen uit:
  - Natuur- en scheikunde 1
  - Biologie

### Theoretische leerweg
Op de theoretische leerweg moeten naast het gemeenschappelijk deel en het sectordeel nog 1 of 2 keuzevakken gekozen worden (het vrije deel). De keuzevakken zijn:
- Wiskunde
- Natuur- en scheikunde 1
- Natuur- en scheikunde 2
- Biologie
- Maatschappijkunde
- Geschiedenis
- Aardrijkskunde
- Economie
- Frans
- Duits
- Spaans
- Turks1
- Arabisch1
- Fries1
- Kunstvakken 2 (dans, drama, muziek of beeldende vakken)
- Onderzoeken en ontwerpen (O&O)
- Informatietechnologie2
- Lichamelijke opvoeding 22

1. Europees Nederland.
2. Mits dit vak gegeven wordt op de desbetreffende school.

### Basisberoepsgerichte en kaderberoepsgerichte leerweg
Op de basisberoepsgerichte leerweg (BB) en kaderberoepsgerichte leerweg (KB) is naast het algemene deel en het sectordeel ook nog 1 afdelingsvak verplicht. Het afdelingsvak hangt af van de gekozen afdeling binnen de sector, er kan gekozen worden uit de volgende afdelingsvakken:
Sector Techniek
Bouwtechniek timmeren, Bouwtechniek metselen, Bouwtechniek schilderen, Bouwtechniek fijnhoutbewerken, Bouwtechniek Infra (experimenteel programma), Bouwtechniek-breed, Elektrotechniek, Grafische techniek, Installatietechniek, Metaaltechniek, Transport en logistiek, Voertuigentechniek, Instalektro, Metalektro, Techniek-breed, Edelsmeden.
Sector Zorg en welzijn
Uiterlijke verzorging, Verzorging, Zorg en welzijn breed, Sport Dienstverlening en Veiligheid.
Sector Economie
Administratie, Consumptief horeca, Consumptief bakken, Consumptief-breed, Economie, Handel en verkoop, Handel en administratie, Mode en commercie.
Sector Landbouw
Landbouw en natuurlijke omgeving, Plantenteelt, Groene ruimte, Bloembinden en -schikken, Dierhouderij en -verzorging, Verwerking agrarische producten, Agrarische bedrijfseconomie, Agrarische techniek en Landbouw breed.

### Leerwerktraject
Het leerwerktraject behoort tot de basisberoepsgerichte leerweg. Op het leerwerktraject is alleen Nederlands en Engels verplicht met daarnaast een afdelingsvak.